# قرية المعرفة (دبي)

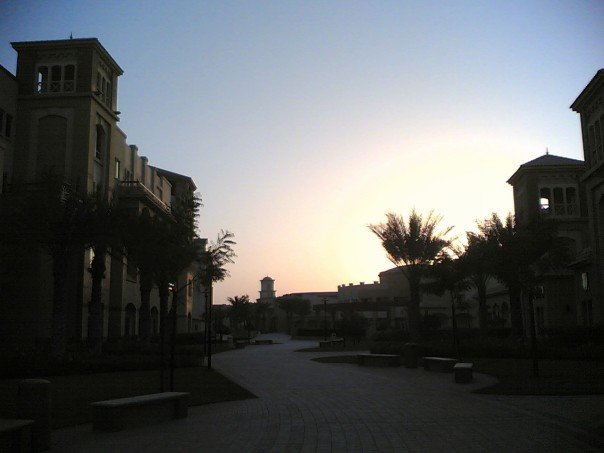

قرية المعرفة هي منطقة حرة للتعليم تقع في مدينة دبي، والتي أنشأت للمؤسسات التعليمية والتدريبية العالمية للقيام بأعمالها وخدماتها بملكية أجنبية محضة. تستضيف قرية المعرفة حالياً حوالي 200 شركة تتضمن جامعات عالمية ومؤسسات أكاديمية للتعليم على الإنترنت وموردين للتعليم الإلكتروني إضافة إلى مراكز بحوث وتطوير ومراكز اختبار وابتكار وتدريب مهني. أصبح الحرم الجامعي للقرية الذي يقدم أحدث التسهيلات والخدمات العالمية مشغولاً بالكامل حالياً.
وقد توسعت  قرية دبي للمعرفة لتضم في عام 2011 أكثر من 450 مؤسسة تعليمية مختلفة، منها 260 معهدا تدريبيا معتمدة من قبل سلطة منطقة دبي الحرة للتكنولوجيا والإعلام.
وفي عام 2023 أصبحت القرية موطناً لما يزيد على 700 مؤسسة من أبرز مؤسسات التعليم العالي ومعاهد تنمية المهارات والتدريب والتطوير المهني.منها ثمانية من أفضل 10 مؤسسات للتعليم العالي في دبي  كما تضم  15 جامعةً مشهورةً عالمياً وتحتضن  قرية  دبي للمعرفة ومدينة دبي الأكاديمية العالمية في الجامعات وحدها حوالي  30 ألف طالب 
تمثل قرية المعرفة جزءاً من المنطقة الحرة للتكنولوجيا والتجارة الإلكترونية والإعلام التي انطلقت عام 2000 في دبي بتوجيهات من الشيخ محمد بن راشد آل مكتوم بهدف بناء مجتمع معرفي متكامل عن طريق بناء قاعدة تعليمية حديثة وتطوير طاقات البحث والإبداع. وتولى محمد عبدالله القرقاوي مدير عام سلطة منطقة دبي للتكنولوجيا والتجارة الإلكترونية والإعلام إنشاء المشروع بتكلفة تقدر بنحو 250 مليون درهم. وتقدم المنطقة الحرة حوافز اقتصادية كبيرة للمؤسسات العاملة في قرية المعرفة مثل حقوق الملكية الكاملة والإعفاء من الضرائب التجارية والشخصية والجمارك إضافة إلى إمكانية تحويل رأس المال والأرباح بالكامل إلى الخارج.

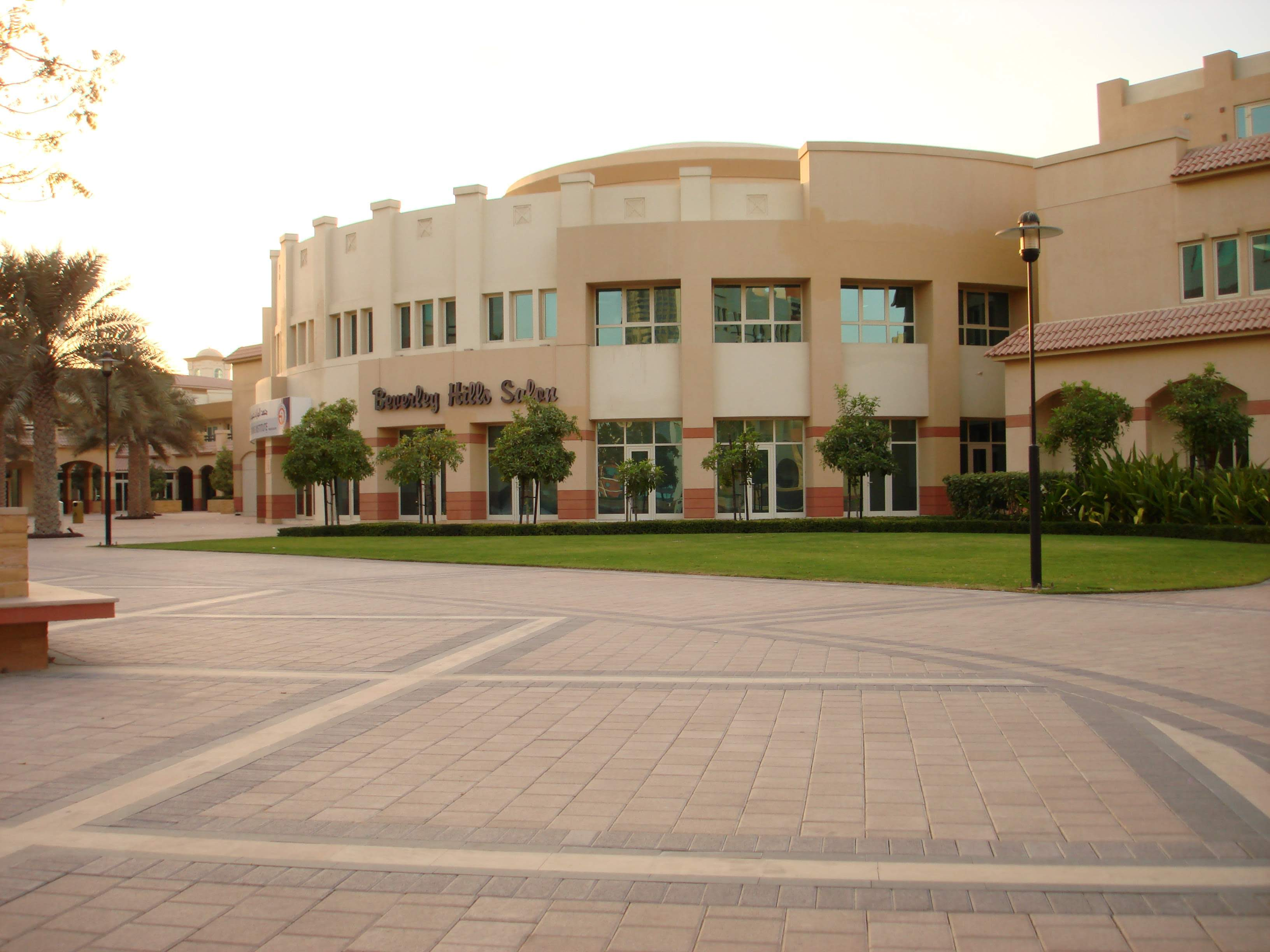
قرية دبي للمعرفة

## المؤسسات الأعضاء وشركاء قرية المعرفة
- الكلية الأمريكية في دبي.
- جامعة ولنجنونج في دبي.[4]
- معهد بيرلا للعلوم والتكنولوجيا في دبي.
- معهد وجامعة بيرسل في دبي.
- جامعة هير واتن في بي.
- جامعة آزاد الإسلامية في دبي.[4]
- جامعة مهاتما غاندي في دبي.
- جامعة مدل سكس في دبي. تأسست في دبي عام 2005[4]
- جامعة نيو برانسويك في دبي.
- جامعة ولاية سانتي بيتربرغ للاقتصاد والهندسة.
- الجامعة البريطانية في دبي.
- الأكاديمية العالمية للإدارة المالية.
- معهد إيتون التعليمي.[5]
- معهد ساي دبي[5]
- معهد المعارف والقيادة[5]
- المركز الدولي لفنون الطهي دبي [5]
- جامعة برادفورد وتشتهر  في تخصصات الحاسوب والصيدلة والفيزياء،و برنامج درجة الماجستير في تخصص إدارة الأعمال MBA[4]
- جامعة مانشستر، مركز الشرق الأوسط تم افتتاحها في قرية دبي للمعرفة عام 2006 [4]
- جامعة هيريوت وات [4] وتقدم برامج لدراسة البيئة والإدارة والهندسة والأزياء بالإضافة لبرامج الدراسات العليا   [6]

## وصلات خارجية
- قرية المعرفة في دبي